# Antonio II Correggio
Antonio II Correggio va ser fill de Gherardo VI Correggio. El 1430 a la mort del seu pare va rebre la part indivisa corresponent de la senyoria sobirana de Correggio, Campagnola Rossena i Fabbrico. L'oncle Pietro Correggio havia mort sense descendents i el 1441 va morir l'oncle Galasso Correggio renunciant als seus drets, i quant el 1446 va morir el seu oncle Giberto V Correggio que tampoc tenia fills, Antonio i els seus germans Giberto VI Correggio, Manfredo I Correggio i Niccolò I Correggio (aquest va morir el 1449, però va deixar un fill) van reunir tota l'herència. Va ser elevat a comte sobirà de Correggio del Sacre imperi romà per investidura concedida a Modena el 18 de maig de 1452. El 1469 per haver participat en una conjura contra son germà Manfredo i contra el duc Borso d'Este va ser deposat i exiliat a Brescello.
Va ser patrici de Parma i Patrici de Venècia.
Va ser cavaller de l'emperador a Modena el 18 de maig de 1452, capità de l'exèrcit del duc de Milà (juny de 1467), cavaller i conseller del duc de Milà el 1469.
Va morir a Brescello el 1474. Es va casar amb Bianca Rangoni i en segones noces amb Ginevra Pio di Savoia, filla de Galasso II Pio di Savoia, consenyor de Carpi. Va deixar una filla, Ludovica, i dos fills naturals, Giovanni (sacerdot) i Leonello; aquest darrer va ser pare de Niccolò (sacerdot), Leonella i Antonio (+1572) i aquest d'Almerico, que va ser pare d'Antonio i Giulia.